# Luciano José de Almeida Valim
Luciano José de Almeida Valim, primeiro e único barão de Almeida Valim, (Bananal, 9 de maio de 1855 — São Paulo, 26 de junho de 1912) foi um fazendeiro, advogado e político brasileiro.
Elegeu-se em diversos cargos públicos pela região de Bananal, destacando-se como deputado e senador estadual, tendo sido membro do Partido Conservador e posteriormente do Partido Republicano. Foi nomeado coronel da Guarda Nacional.
Filho do comendador Manuel de Aguiar Valim e de Domiciana Maria de Almeida Valim, sobrinho do barão de Joatinga e irmão do barão de Aguiar Valim. Casou-se em 1878 com América Brasília de Toledo, filha do comendador José de Aguiar Toledo, visconde de Aguiar Toledo.

## Títulos nobiliárquicos e honrarias
Barão de Almeida Vallim
Título conferido por decreto imperial em 15 de novembro de 1888.

## Descendência
- Américo de Almeida Valim.
- Maria Guilhermina Valim, casada com Álvaro Aranha.
- Manuel de Almeida Valim.
- Edith de Almeida Valim, casada com João Otoni de Almeida.
- Cornélia de Almeida Valim, casada com Aluísio Fagundes.